# سولفید آلومینیوم
آلومینیوم سولفید (به انگلیسی: Aluminium sulfide) با فرمول شیمیایی Al۲S۳ یک ترکیب شیمیایی است. که جرم مولی آن ۱۵۰٫۱۵۸ g/mol می‌باشد. شکل ظاهری این ترکیب، جامد خاکستری است.